# Bram Stoker-díj a legjobb első regényért
A Bram Stoker-díjra jelöltek listája, legjobb első regény kategóriában. Elöl az aktuális évi győztes, utána a jelöltek.
- 1987: The Manse, szerző: Lisa Cantrell
  - The Damnation Game, szerző: Clive Barker
  - Slob, szerző: Rex Miller
  - The Harvest Bride, szerző: Tony Richards
  - Excavation, szerző: Steve Rasnic Tem
- 1988: The Suiting, szerző: Kelley Wilde
  - Cities of the Dead, szerző: Michael Paine
  - Resurrection, Inc., szerző: Kevin J. Anderson
  - Deliver Us From Evil, szerző: Allen Lee Harris
  - Demon Night, szerző: J. Michael Straczynski
  - Fear Book, szerző: John L. Byrne
- 1989: Sunglasses After Dark, szerző: Nancy A. Collins
  - The Dwelling, szerző: Tom Elliot
  - Goat Dance, szerző: Douglas Clegg
  - Laying The Music To Rest, szerző: Dean Wesley Smith
  - The Lilith Factor, szerző: Jean Paiva
- 1990: The Revelation, szerző: Bentley Little
  - Blood of the Children, szerző: Alan Rodgers
  - Dark Father, szerző: Tom Piccirilli
  - Nightblood, szerző: T. Chris Martindale
- 1991: The Cipher, szerző: Kathe Koja (megosztva)
- 1991: Prodigal, szerző: Melanie Tem (megosztva)
  - Winter Scream, szerzők: Chris Curry és L. Dean James
  - Wilderness, szerző: Dennis Danvers
  - Unearthed, szerző: Ashley McConnell
- 1992: Sineater, szerző: Elizabeth Massie
  - Lost Souls, szerző: Poppy Z. Brite
  - Beauty, szerző: Brian D'Amato
  - Less Than Human, szerző: Gary Raisor
  - The Holy Terror, szerző: Wayne Allen Salee
- 1993: The Thread that Binds the Bones, szerző: Nina Kiriki Hoffman
  - Afterage, szerző: Yvonne Navarro
  - Created By, szerző: Richard Christian Matheson
  - Suckers, szerző: Anne Billson
  - Wet Work, szerző: Philip Nutman
- 1994: Grave Markings, szerző: Michael Arnzen
  - The Black Mariah, szerző: Jay R. Bonansinga
  - Deadweight, szerző: Robert Devereaux
  - Near Death, szerző: Nancy Kilpatrick
- 1995: The Safety of Unknown Cities, szerző: Lucy Taylor
  - Diary of a Vampire, szerző: Gary Bowen
  - The Between, szerző: Tananarive Due
  - Madeleine's Ghost, szerző: Robert Girardi
  - Wyrm Wolf, szerző: Edo van Belkom
- 1996: Crota, szerző: Owl Goingback
  - Flute Song, szerző: Donald R. Burleson
  - Horror Show, szerző: Greg Kihn
  - Dead Heat, szerző: Del Stone
- 1997: Lives of the Monster Dogs, szerző: Kirsten Bakis
  - The Art of Arrow Cutting, szerző: Stephen Dedman
  - Hungry Eyes, szerző: Barry Hoffman
  - Drawn to the Grave, szerző: Mary Ann Mitchell
  - The Inquisitor, szerző: Mary Murrey
- 1998: Dawn Song, szerző: Michael Marano
  - Night Prayers, szerző: P.D. Cacek
  - This Symbiotic Fascination, szerző: Charlee Jacob
  - Silk, szerző: Caitlin R. Kiernan
- 1999: Wither, szerző: J.G. Passarella
  - Widow's Walk, szerző: Steve Beai
  - Every Dead Thing, szerző: John Connolly
  - Patkánykirály (King Rat), szerző: China Miéville
- 2000: The Licking Valley Coon Hunters Club, szerző: Brian A. Hopkins
  - Nailed, szerző: the Heart, szerző: Simon Clark
  - House of Leaves, szerző: Mark Z. Danielewski
  - Run, szerző: Douglas E. Winter
- 2001: Deadliest of the Species, szerző: Michael Oliveri
  - Phantom Feast, szerző: Diana Barron
  - Skating on the Edge, szerző: d.g.k. goldberg
  - Riverwatch, szerző: Joe Nassise
- 2002: The Lovely Bones, szerző: Alice Sebold
  - The Blues Ain't Nothing, szerző: Tina Jens
  - Atmosphere, szerző: Michael Laimo
  - The Red Church, szerző: Scott Nicholson
- 2003: The Rising, szerző: Brian Keene
  - Wolf's Trap, szerző: William D. Gagliani
  - Monstrocity, szerző: Jeffrey Thomas
  - Veniss Underground, szerző: Jeff VanderMeer
- 2004: Covenant, szerző: John Everson (megosztva)
- 2004: Stained, szerző: Lee Thomas (megosztva) 
  - Black Fire, szerző: James Kidman
  - Move Under Ground, szerző: Nick Mamatas
- 2005: Scarecrow Gods, szerző: Weston Ochse
  - The Hides, szerző: Kealan Patrick Burke
  - Siren Promised, szerzők: Alan M. Clark és Jeremy Robert Johnson
- 2006: Ghost Road Blues, szerző: Jonathan Maberry
  - The Keeper, szerző: Sarah Langan
  - Bloodstone, szerző: Nate Kenyon
  - The Harrowing, szerző: Alexandra Sokoloff
- 2007: Heart-Shaped Box, szerző: Joe Hill
  - The Hollower, szerző: Mary SanGiovanni
  - I Will Rise, szerző:  Michael Calvillo
  - The Memory Tree, szerző:  John R. Little
- 2008: The Gentling Box, szerző: Lisa Mannetti
  - Frozen Blood, szerző:  Joel A. Sutherland
  - Midnight on Mourn Street, szerző:  Christopher Conlon
  - Monster Behind the Wheel, szerző: Michael McCarty és Mark McLaughlin
  - The Suicide Collectors, szerző:  David Oppegaard
- 2009: Damnable', szerző:  Hank Schwaeble
  - Breathers, szerző: S. G. Browne
  - The Little Sleep, szerző: Paul Tremblay
  - Solomon's Grave, szerző:  Daniel G. Keohane
- 2010: Black and Orange, szerző: Benjamin Kane Ethridge (megosztva)
- 2010: Castle of Los Angeles, szerző: Lisa Morton (megosztva)
  - A Book of Tongues, szerző: Gemma Files
  - Spellbent, szerző: Lucy A. Snyder
- 2011: Isis Unbound, szerző: Allyson Bird
  - The Lamplighters   szerző: Lee Frazer
  - The Panama Laugh, szerző:  Thomas S. Roche
  - Southern Gods, szerző:  John Hornor Jacobs
  - That Which Should Not Be, szerző:  Brett J. Talley
- 2012: Life Rage, szerző: L. L. Soares
  - Bad Glass, szerző: Richard Gropp
  - Charlotte Markham and the House of Darklings, szerző: Michael Boccacino
  - The Legend of the Pumpkin Thief, szerző: Charles Day
  - A Requiem for Dead Flies, szerző: Peter Dudar
  - Wide Open, szerző: Deborah Coates
- 2013: The Evolutionist, szerző: Rena Mason
  - Candy House, szerző: Kate Jonez
  - The Year of the Storm, szerző: John Mantooth
  - Redheads, szerző: Jonathan Moore
  - Stoker’s Manuscript, szerző: Royce Prouty
- 2014: Mr. Wicker, szerző: Maria Alexander
  - Forsaken, szerző: J.D. Barker
  - Consumed, szerző: David Cronenberg
  - Return of the Mothman, szerző: Michael Knost
  - Madarak a dobozban (Bird Box), szerző: Josh Malerman